# جوائز سول للموسيقى
جوائز سول للموسيقى ((هانغل: 서울가요대상)) هو حفل توزيع الجوائز، تأسس في عام 1990، والتي تمنحها سنويا سبورت سول للإنجازات البارزة في صناعة الموسيقى داخل كوريا الجنوبية. ويتم اختيار الفائزين من المغنيين الذين أصدروا ألبومات خلال العام، وتوزع الجائزة حسب المقاربة التالية 20 في المئة، أصوات عبر الهاتف، 10 في المئة استطلاع الشعبية على سبورت سول، 40 في المئة عدد التحميلات الرقمية ومبيعات الألبوم، و30 في المئة من النقاد المختارون.

## الفئات
هناك ثماني جوائز التي لا تقتصر على النوع الفني، ثلاث جوائز تقتصر على تروث، هيب هوب، ريذم أند بلوز.